# John Pope
John Pope (16 març 1822 - 23 setembre 1892) fou un oficial de carrera en l'exèrcit dels Estats Units i general de l'exèrcit de la Unió durant la Guerra de Secessió. Se'l coneix especialment per la derrota soferta a la Segona batalla de Bull Run durant la Guerra Civil i per la seva participació en les Guerres Índies.

## Primers anys
Pope va néixer a Louisville, Kentucky. Era fill de Nathaniel Pope, un prestigiós jutge federal que exercia al jove territori d'Illinois i amic de l'advocat d'Abraham Lincoln. Era a més cunyat de Manning Force i un cosí polític llunyà de la germana de Mary Todd Lincoln.
Es va graduar a l'Acadèmia Militar de West Point el 1842, com a tinent segon al Cos de Topògrafs. Va servir a Florida i va ajudar en les feines d'alçats topogràfics que es van realitzar a la frontera nord-est entre els Estats Units i el Canadà. Va lluitar sota les ordres de Zachary Taylor durant la batalla de Monterrey i la batalla de Buena Vista durant la guerra de Mèxic-Estats Units, durant la qual el van ascendir a tinent primer i, posteriorment, a capità. Després de la guerra, Pope va realitzar feines d'agrimensura a Minnesota. El 1850 va demostrar la navegabilitat del riu Vermell. Va ser enginyer en cap del Departament de Nou Mèxic de 1851 a 1853 i va passar la resta del temps abans de la guerra de secessió en tasques sobre el traçat del ferrocarril del Pacífic.

## Guerra Civil
Quan Lincoln va ser elegit el nou president li van encarregar a ell i a uns altres tres oficials d'escortar-lo fins a Washington. Es va oferir a Lincoln per a servir com a ajudant, però el 14 de juny de 1861 va ser ascendit a general de brigada de voluntaris, i se li ordena reclutar de reclutar-ne a Illinois.
Al departament de l'oest, sota el comandament del general John C. Frémont, Pope va assumir el comandament del districte del Missouri central i septentrional durant el mes de juliol, amb control operacional al llarg d'una part del riu Mississipi. Durant aquest servei va mantenir relacions tenses amb Frémont i intrigues per fer-lo saltar del comandament. Frémont estava convençut que Pope tenia males intencions cap a ell, demostrat per la seva poca capacitat d'acció durant els plans ofensius de Frémont a Missouri. L'historiador Allan Nevins escriu: "En realitat, la incompetència i la timidesa ofereixen una millor explicació per la conducta de Pope que la traïció, tot i que certament va mostrar un actitud d'insubordinació". Finalment, el 10 de desembre de 1861, John Pope va obligar els confederats de Sterling Price a retirar-se cap al sud, capturant 1.200 homes en una acció menor a Blackwater, Missouri, el 10 de desembre de 1861. Aquesta victòria li va donar una reputació de pressumptuós ja al principi de la guerra, va despertar un interès significatiu de la premsa i va provocar que el general major Henry W. Halleck el posés finalment al lloc de Fremont.
Halleck va donar a Pope el comandament de l'exèrcit del Mississipi (i del districte del Mississipi, departament del Missouri) el 23 de febrer de 1862. Al capdavant de 25 000 homes, va rebre l'ordre de destruir els obstacles confederats del riu Mississipi. Va realitzar una marxa sorpresa sobre New Madrid, a Missouri, que va reeixir el 14 de març de 1862. Llavors Pope va idear una campanya per a capturar l'illa número 10 (la desena illa que hi ha baixant el riu a partir de la seva confluència amb l'Ohio), un lloc molt fortificat defensat per 12 000 homes i 58 canons. Sostingut per l'artilleria del capità Andrew H. Foote, va poder fer desembarcar als seus homes a la riba de l'illa i va aïllar als defensors. La guarnició de l'illa es va rendir el 7 d'abril de 1862, alliberant d'aquesta manera la navegació de la Unió pel Mississipi fins a Memphis.

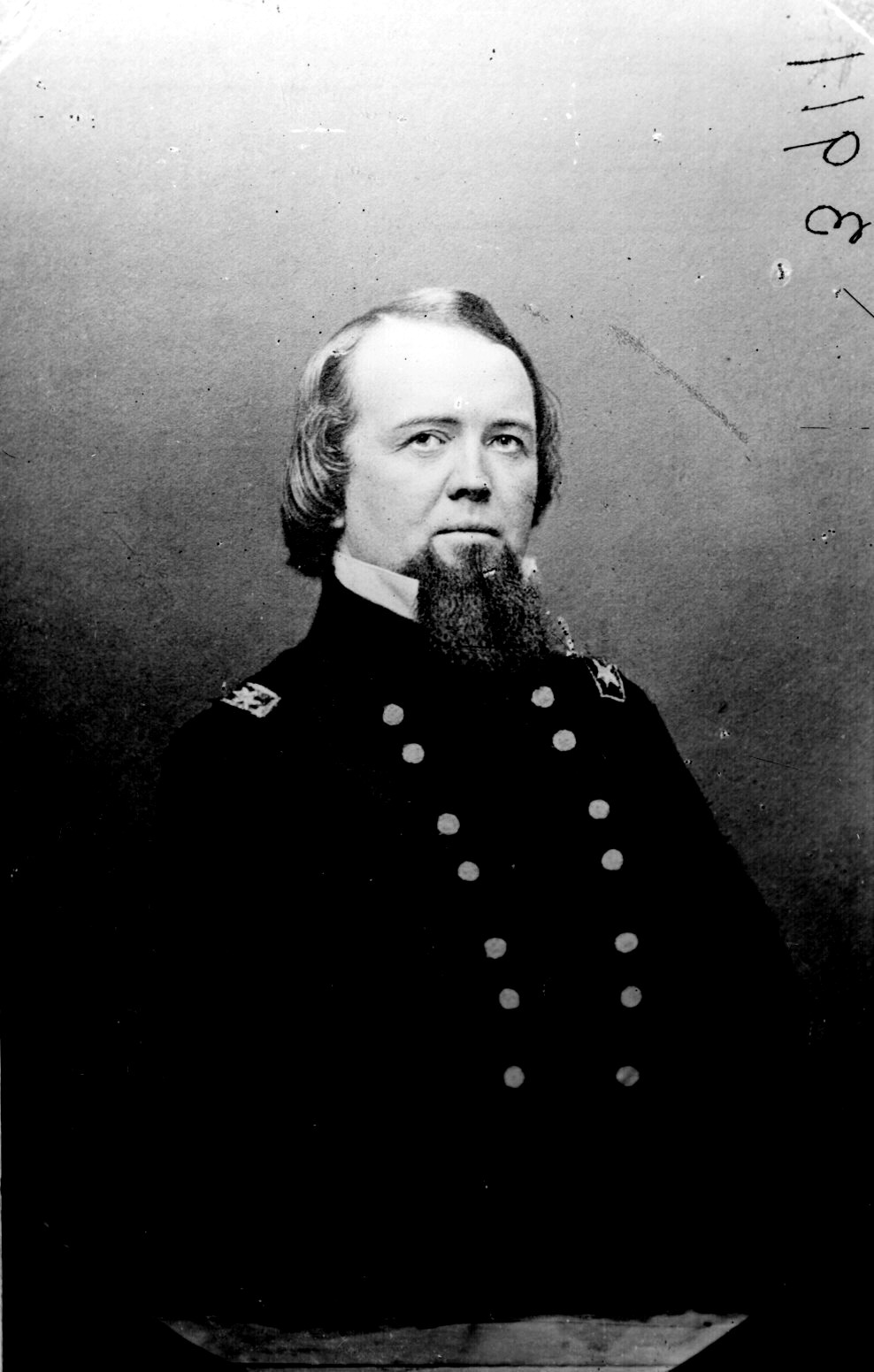
John Pope en una imatge de 1860-1865.

L'excel·lent rendiment de Pope al Mississipi li va valer la promoció a general major el 21 de març de 1862. Durant el setge de Corinth, va comandar l'ala esquerra de l'exèrcit Halleck, tot i que Lincoln el va destinat a l'est de seguida. Després del fracàs de la campanya de la Península del general major George B. McClellan, van donar a Pope el comandament de l'exèrcit de Virgínia, format a partir de forces de la vall del Shenandoah i de la Virgínia septentrional. Aquesta promoció va fer entrar en còlera a Frémont, que va dimitir de la seva comissió.
Pope va mostrar una actitud de confiança en si mateix que va molestar als soldats de l'est que es trobaven sota el seu comandament. Pope va envia un missatge sorprenent al seu nou exèrcit el 14 de juliol de 1862, que incloïa les següents paraules:
Ens hem d'entendre entre nosaltres. He hagut de venir a vosaltres des de l'oest, on sempre hi hem vist l'esquena als nostres enemics; en un exèrcit el treball del qual ha estat sempre cercar l'adversari i desfer-lo tan bon punt ens l'hem trobat; la regla ha estat sempre la d'atacar i no la de defensar. Només un sol cop l'enemic va ser capaç de posar els nostres exèrcits orientals en una posició défensiva. Presumeixo que he estat cridat aquí per a perseguir el mateix sistema i guiar-vos contra l'enemic. En tinc la intenció i ràpidament. Estic convençut que espereu una oportunitat de guanyar la distinció d'haver-ho fet. M'esforço per a donar-vos aquesta oportunitat. Alhora, desitjo retirar del vostre esperit algunes frases que lamento sentir massa sovint entre vosaltres. Sento constantment frases com «prendre posicions sòlides i mantenir-les», «línies de retirada» o « base de rehabituallament». Refusem aquestes idees. La més sòlida de les posicions d'un soldat hauria de ser ocupar-ne una que li permeti avançar més fàcilment contra l'enemic. Estudiem les línies de retirada més probables dels nostres adversaris i deixem que els nostres s'ocupin d'ells mateixos. Mirem davant nostre i no al darrere. L'èxit i la glòria se'ns anticipen, el desastre i la vergonya els deixem enrere. Actuem en aquesta comprensió, i és fàcil predir que els vostres estandards seran inscrits amb molts actes gloriosos i que els vostres noms seran estimats pels vostres conciutadans per sempre 
 — John Pope, missatge a l'exèrcit de Virgínia
Malgrat aquestes paraules jactants, i tot i rebre unitats de l'exèrcit del Potomac de McClellan amb les que l'exèrcit de Virgínia va arribar als 70.000 homes, l'agressivitat de Pope va superar les seves habilitats estratègiques. Això va quedar pal·lès sobretot després d'enfrontar-se al general confederat Robert E. Lee que, intuint a un Pope indecís, va dividir el seu exèrcit més petit que el de Pope (55.000 homes) i va enviar al general major Thomas Jonathan Jackson amb 24.000 homes a fer una maniobra de distracció a Cedar Mountain, on Jackson va derrotar a Nathaniel Banks, un subordinat de Pope. Mentre que Lee avançava cap a l'exèrcit de Pope, Jackson el va circumbalar pel nord i va capturar la principal base d'habituallament de les forces de Pope, a Manassas Station. Confós i incapaç de localitzar la principal força confederada, Pope va caure en un parany a la segona batalla de Bull Run. Els seus homes van resistir un atac conjunt de Jackson i Lee el 29 d'agost de 1862, però l'endemà, el general James Longstreet va llançar un atac de flanc sorpresa i l'exèrcit de la Unió va caure derrotat provocant la seva retirada. Pope va agreujar la seva impopularitat amb l'Exèrcit fent caure el pes de la derrota a la desobediència del general major Fitz John Porter, que va acabar sent jutjat en un consell de guerra, condemnat i destituït.

El general de brigada Alpheus S. Williams, que va servir breument sota les ordres de Pope, no va reunir cap estiva vers ell. En una carta enviada a la seva filla li deia:
Tot això és la seqüència dels manifestos eixordadors del general Pope. Les seves ordres pompososes... van disgustar enormement al seu exèrcit des del principi. Quan un general presumeix que no veurà res més que no sigui l'esquena dels seus enemics, no es preocupa de les seves línies de retirada ni de les seves bases de subministrament; quan, en resum, només dóma ordres des d'un hotel acollidor de Washington després de sopar per satisfer el públic i la seva autoestima, tothom podria predir amb seguretat resultats com els que van seguir la gestió incompetent de la seva última campanya ... I no goso creure en la manera en què parlo d'aquest comandant tal com ho sento i ho crec. N'hi ha prou en dir (per als meus propis ulls) que mai s'han vist més insolència, arrogància, ignorància i pretensions en un sol home. Es pot dir, en veritat, que no té cap amic en el seu comandament, des del tambor més petit fins al màxim oficial general. Tothom l'odia.
Pope va ser rellevat del seu comandament el 12 de setembre de 1862, i el seu exèrcit es va fusionar amb l'exèrcit del Potomac del general McClellan. Va passar la resta de la guerra al departament del nord-oest a Minnesota, gestionant la guerra dels Dakota del 1862. Tanmateix els seus mesos de campanya a l'oest van ser suficients perquè se'l recompensés assignant-li el comandament de la divisió militar de Missouri el 30 de gener de 1865, i confiemant-li el rang de general major de l'exèrcit regular el 13 de març de 1865 pel seu servei en la batalla de l'Illa número Deu. El 27 de juny de 1865, el Departament de Guerra va aprovar l'Ordre núm. 118, que dividia els Estats Units, inclosos els antics estats confederats, en cinc divisions i 19 departaments geogràfics subordinats. Al general major William Tecumseh Sherman se li va assignar el comandament de la divisió de Missouri; Pope ba esdevenir llavors comandant del seu departament, en substitució del general major Grenville M. Dodge.
Poc després de la rendició de Lee a Appomattox Court House, Pope va escriure una carta a Edmund Kirby Smith oferint als confederats de Louisiana els mateixos termes de rendició que els donats per Grant a Lee. Pope va plantejar a Kirby Smith que qualsevol resistèmcia era inútil i l'instava a evitar un bany superflu de sang i desolació si acceptava els termes de la rendició. No obstant això, Kirby Smith va rebutjar les propostes de Pope declarant que el seu exèrcit seguia sent "fort i ben equipat i que, malgrat la disparitat d'efectius, els seus homes poden pesar més pel seu valor i per la seva habilitat". Cinc setmanes més tard, el general confederat Simón Bolívar Buckner va signar la rendició a Nova Orleans.

## Després de la guerra

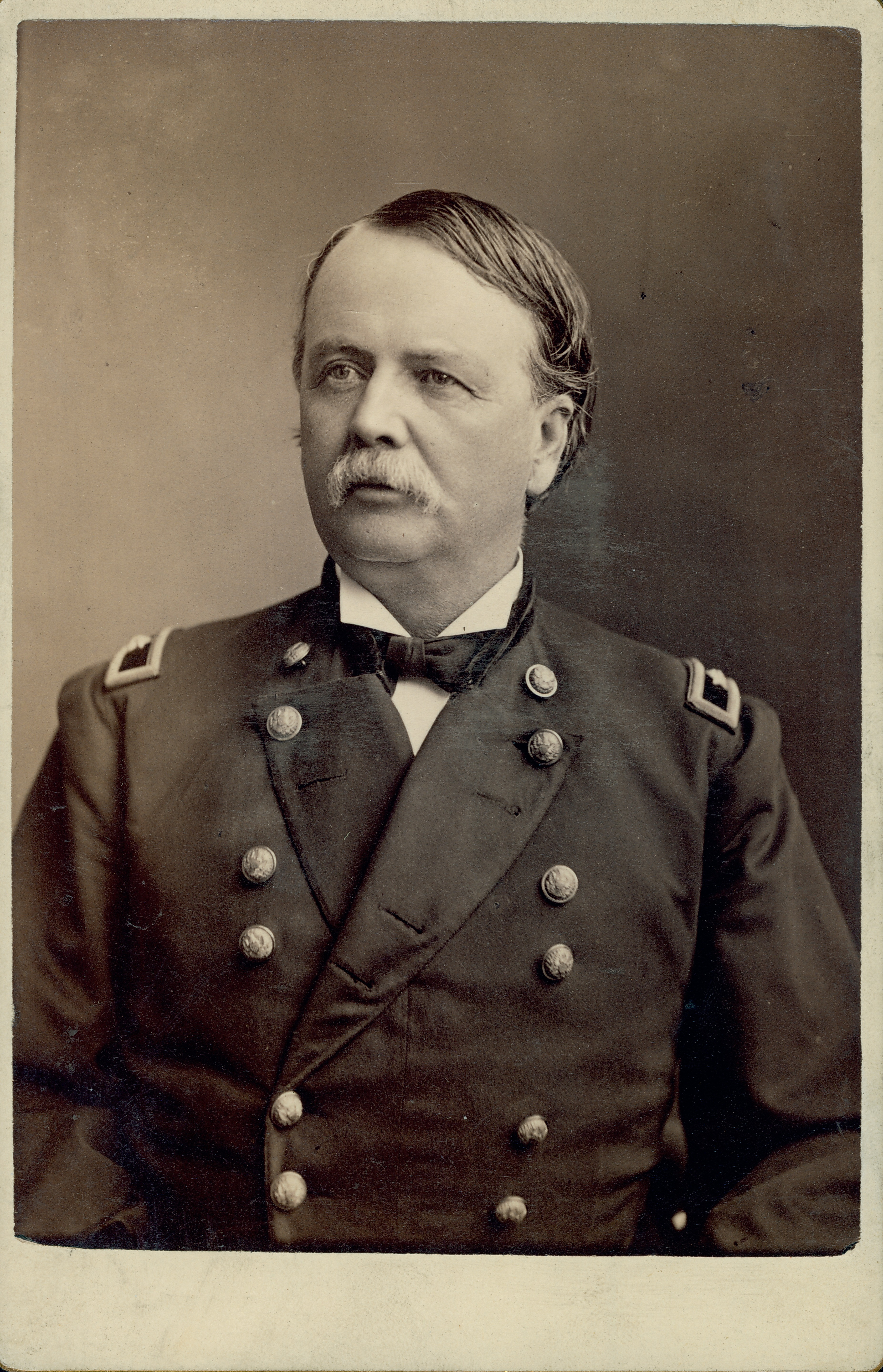
John Pope pels volts de 1880.

L'abril de 1867, John Pope va ser nomenat governador del Tercer Districte Militar de Reconstrucció i va instal·lar el seu quarter general a Atlanta. Allí donarà ordres que permetran als afroamericans d'accedir als jurats, ordenarà a l'alcalde James I. Williams de romandre en el càrrec un any més i prohibirà la publicitat de la ciutat als diaris que no eren favorables a la reconstrucció. El president Andrew Johnson el va rellevar del seu comandament el 28 de desembre de 1867, i el va reemplaçar en aquest lloc George G. Meade. Seguidament Pope va ser nomenat cap del departament de Lacs (amb seu a Detroit, Michigan), càrrec que va ocupar del 13 de gener de 1868 al 30 d'abril, 1870.
Pope va tornar a l'oest com a comandant del Departament de Missouri (el segon comandament més gran de la nació) durant la presidència de Grant i va ocupar aquest lloc fins al final de 1883. Va exercir amb distinció les seves funcions militars durant les Guerres Apatxes, especialment a la Campanya del Riu Vemell, i va aconseguir enviar les tribus de les planures del sud a una reserva d'Oklahoma. El general Pope es va guanyar enemics polítics a Washington quan va recomanar que la gestió de les reserves s'administraria millor des dels estaments militars que des de l'Oficina d'Afers Indis, i va generar controvèrsia quan va demanar un tracte millor i més humà pels nadius americans: Tanmateix l'historiador Walter Kennedy ha assenyalat que també va expressar en una ocasió que "el meu objectiu és exterminar per complet el sioux" quan plantejava trobar una "ubicació definitiva per a tots aquests indis".
La reputació de Pope va patir un greu revés el 1879, quan el gabinet d'investigació, convocat tard pel president Rutherford B. Hayes i dirigit pel major general Jon Schofield (el predecessor del Pope al departament de Missouri i després al capdavant del departament del Pacífic), va concloure que el general major Fitz John Porter havia estat condemnat injustament per covardia i desobediència durant la segona batalla de Bull Run. L'informe de Schofield va utilitzar testimonis d'antics comandants confederats i va concloure que Pope va tenir la major part de la responsabilitat en la derrota de la Unió. L'informe va estipular l'actitud de Pope a la batalla com a descabellada i perillosa, a causa de la desinformació sobre els esdeveniments que estaven succeint en l'enfrontament; també criticava al general Irvin McDowell (a qui Pope odiava) i acreditava la desobediència de Porter com la raó que la derrota de l'exèrcit de la Unió fos completa. Schofield al seu torn va ser criticat per les seves accions quan era Superintendent de l'Acadèmia Militar de West Point, després que sabés una novatada practicada a un cadet afroamericà.
Pope va ser ascendit a general major de l'Exèrcit Regular el 1882, i va ser enviat al Comandament de la Divisió Militar del Pacífic el 1883 on va servir fins a la seva jubilació.

## Mort i llegat
Pope es va retirar com a general major de l'Exèrcit Regular el 16 de març de 1886, i la seva dona, Clara Pope, va morir dos anys més tard. El National Tribune va publicar les seves memòries entre febrer de 1887 i març de 1891. El general Pope va morir el 23 de setembre de 1892 a la Casa dels Soldats, a prop de Sandusky, Ohio. Està enterrat al costat de la seva dona al cementiri de Bellefontaine, St. Louis, Missouri.